# Betfalva
Betfalva (románul Betești): falu Romániában Hargita megyében. Közigazgatásilag 2004-ig Bögöz része volt, azóta Székelykeresztúrhoz tartozik.

## Fekvése
A Nagy-Küküllő jobb partján, Székelykeresztúrtól 2 km-re keletre a Székelykeresztúri-medencében fekszik.

## Története
Ősidők óta lakott hely. Területén őskori, bronzkori és népvándorláskori cserepek kerültek elő. A Küküllő partján 8. századi település nyomait tárták fel. A mai települést 1519-ben Betthffalwa néven említik. 1639-ben Alia Sámuel Küküllő megyei főispán özvegyének volt itt udvarháza. A 17. században kisebb kőtemploma volt, mai református temploma 1803 és 1805 között épült, tornyát 1836-ban magasították. A 19. században a Mezőségről román telepeseket hoztak ide. 1910-ben 538, 1992-ben 653 magyar lakosa volt. A trianoni békeszerződésig Udvarhely vármegye Székelykeresztúri járásához tartozott.

## Híres emberek
- Itt született 1883-ban Tompa László költő.
- Itt született 1886-ban Agyagfalvi Hegyi István költő, író.
- Itt született 1828-ban Szakács Mózes a székelyudvarhelyi református kollégium tanára, a Polgári Olvasókör elnöke.
- itt született 1863-ban Szécsi Ferenc ref. lelkész, teológiai oktató, a felvinci közösséget 49 évig szolgáló (1890-1939) lp.

## Látnivalók
- Református temploma 19. századi.
- A Bíró és a Sebestyén kúria a 19. században épült barokk stílusban.